# Carroll O'Connor
Pour les articles homonymes, voir O'Connor.
Carroll O'Connor est un acteur, scénariste, producteur, compositeur et réalisateur américain né le 2 août 1924 à Manhattan, New York (États-Unis), mort le 21 juin 2001 à Culver City (Californie).

## Biographie

### Mort
Étant  diabétique , il succombe à la maladie le 21 juin 2001 à 76 ans.

## Filmographie

### Comme acteur
- 1960 : The Sacco-Vanzetti Story (feuilleton TV) : Frederick Katzman
- 1961 : A Fever in the Blood de Vincent Sherman : Matt Keenan
- 1961 : La Soif de la jeunesse (Parrish) de Delmer Daves : Firechief
- 1961 : Par l'amour possédé (By Love Possessed) de John Sturges : Bernie Breck
- 1962 : Seuls sont les indomptés  (Lonely Are the Brave) de David Miller : Hinton (le chauffeur du camion)
- 1962 : Belle Sommers (TV)
- 1962 : Lad: A Dog : Hamilcar Q. Glure
- 1963 : Cléopâtre (Cleopatra) de Joseph L. Mankiewicz : Casca
- 1963 : The Silver Burro (TV)
- 1964 : Nightmare in Chicago (TV)
- 1965 : Première victoire (In Harm's Way) de Otto Preminger : Lt. Commander Burke
- 1966 : Qu'as-tu fait à la guerre, papa ? (What Did You Do in the War, Daddy?) de Blake Edwards : Gen. Bolt
- 1966 : Hawaï (Hawaii), de George Roy Hill : Charles Bromley
- 1966 : Deux minets pour Juliette ! (Not with My Wife, You Don't!) de Norman Panama : Gen. Maynard C. Parker
- 1966 : Les Mystères de l'Ouest (The Wild Wild West), (série TV) - Saison 2 épisode 11, La Nuit du Cadavre(The Night of the Ready-Made Corpse), de Irving J. Moore : Fabian Lavendor
- 1966 : Mission Impossible, (série TV) -saison 1 épisode 18: Le Jugement (The Trial): Joseph Varsh
- 1966 : Au coeur du temps: épisode 5 : Colonel Southall (1815) et Général Phillip Southall, son descendant en 1968
- 1967 : La Nuit des assassins (Warning Shot) de Buzz Kulik : Paul Jerez
- 1967 : Le Point de non-retour (Point Blank) de John Boorman : Brewster
- 1967 : L'Or des pistoleros (Waterhole #3) de William A. Graham : Sheriff John H. Copperud
- 1968 : La Brigade du diable (The Devil's Brigade) de Andrew V. McLaglen : Maj. Gen. Hunter
- 1968 : Mon homme (For Love of Ivy) de Daniel Mann : Frank Austin
- 1969 : Le Miroir de la mort (Fear No Evil) (TV) : Myles Donovan
- 1969 : Ride a Northbound Horse (TV)
- 1969 : Une poignée de plombs (Death of a Gunfighter), de Don Siegel et Robert Totten : Lester Locke
- 1969 : La Valse des truands (Marlowe) de Paul Bogart : Lt. Christy French
- 1970 : De l'or pour les braves (Kelly's Heroes) de Brian G. Hutton : Maj. Gen. Colt
- 1971 : Femmes de médecins (Doctors' Wives) de George Schaefer : Dr Joe Gray
- 1972 : Of Thee I Sing (TV) : Président Wintergreen
- 1974 : La Loi et la Pagaille (Law and Disorder) d'Ivan Passer : Willie
- 1977 : The Last Hurrah (en) (TV) : Frank Skeffington
- 1978 : A Different Approach
- 1985 : Brass (TV) : Frank Nolan
- 1986 : The GLO Friends Save Christmas : Santa
- 1986 : Trois témoins pour un coupable (Convicted) (TV) : Lewis May
- 1987 : Fort comme l'amour (The Father Clements Story) (TV) : Cardinal Cody
- 1988 - 1994 : Dans la chaleur de la nuit : (TV) : Sheriff Bill Gillespie
- 1999 : Chantage sans issue (36 Hours to Die) (TV) : Jack 'Balls' O'Malley
- 1999 : Gideon : Leo Barnes
- 2000 : Droit au cœur (Return to Me) de Bonnie Hunt : Marty O'Reilly

### comme scénariste
- 1977 : The Last Hurrah (en) (TV)
- 1985 : Brass (TV)
- 1994 : Dans la chaleur de la nuit (TV) - épisode Give Me Your Life

### comme Producteur
- 1975 : Bronk (série télévisée)
- 1977 : The Last Hurrah (en) (TV)
- 1988 : Dans la chaleur de la nuit ("In the Heat of the Night") (série télévisée)

### comme compositeur
- 1988 : Dans la chaleur de la nuit ("In the Heat of the Night") (série télévisée)

### comme réalisateur
- 1979 : Archie Bunker's Place (en) (série télévisée)